# Айт (река)
Айт (ивр. נחל עיט‎) — невысыхающая река на севере Израиля, в районе Голанских высот, один из крупнейших притоков реки Йехудия.

## География
Длина реки составляет около 7 км в центре Голанских высот около шоссе 808 к северу от заповедника «Гамла».
Большая часть ручья находится в глубоком ущелье, и на этом участке «Водопад Айт» впадает в глубокий базальтовый каньон.
Вдоль реки много разливов и бассеинов. Часть потока реки имеет маршруты, адаптированные для людей с ограниченными возможностями. Среди растительности ручья встречаются узколистный люпин и лютик азиатский.
В зимнее время в долине реки Айт цветут разнообразные виды цикламенов.

## Галерея

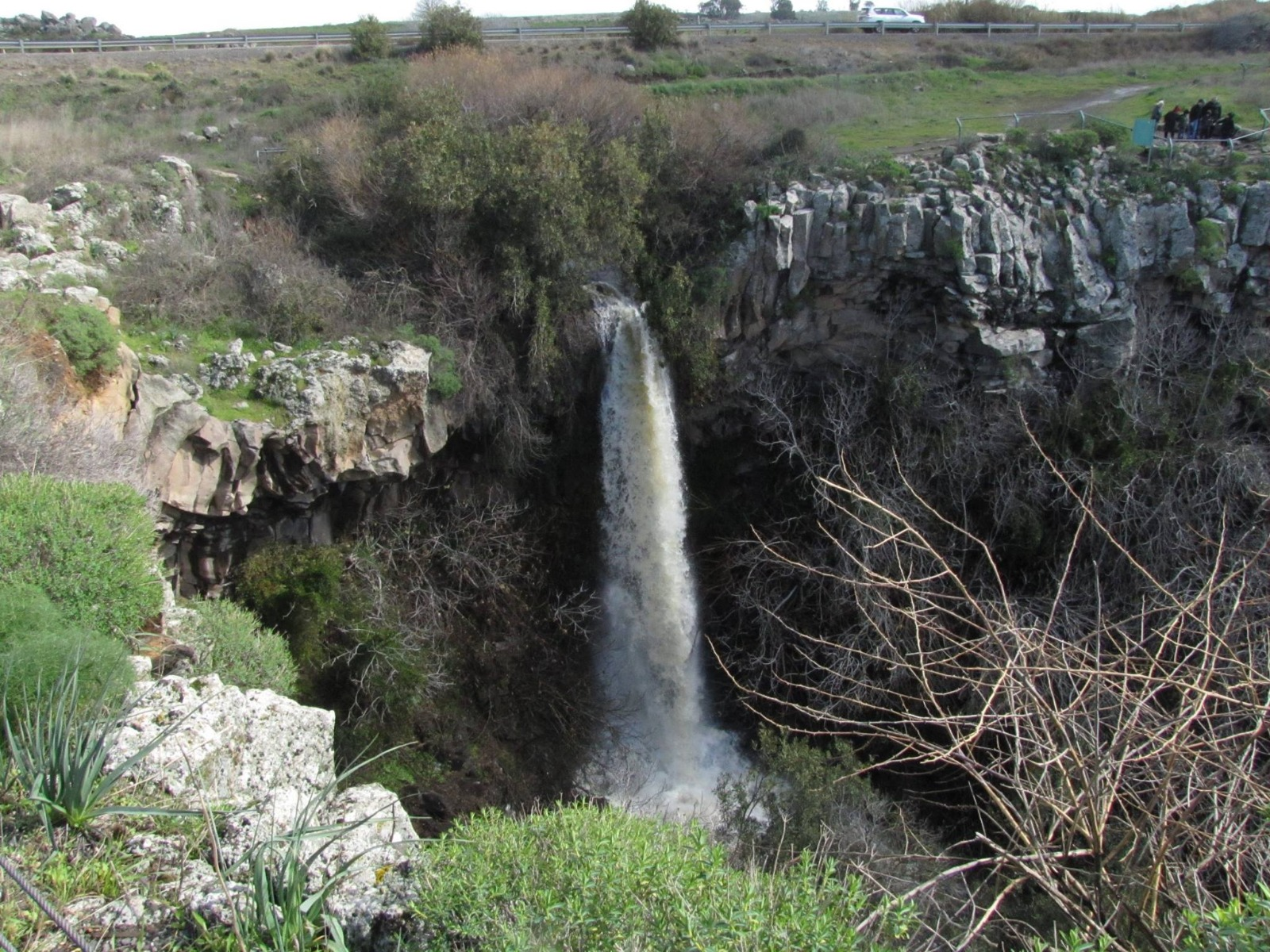
Водопад Айт
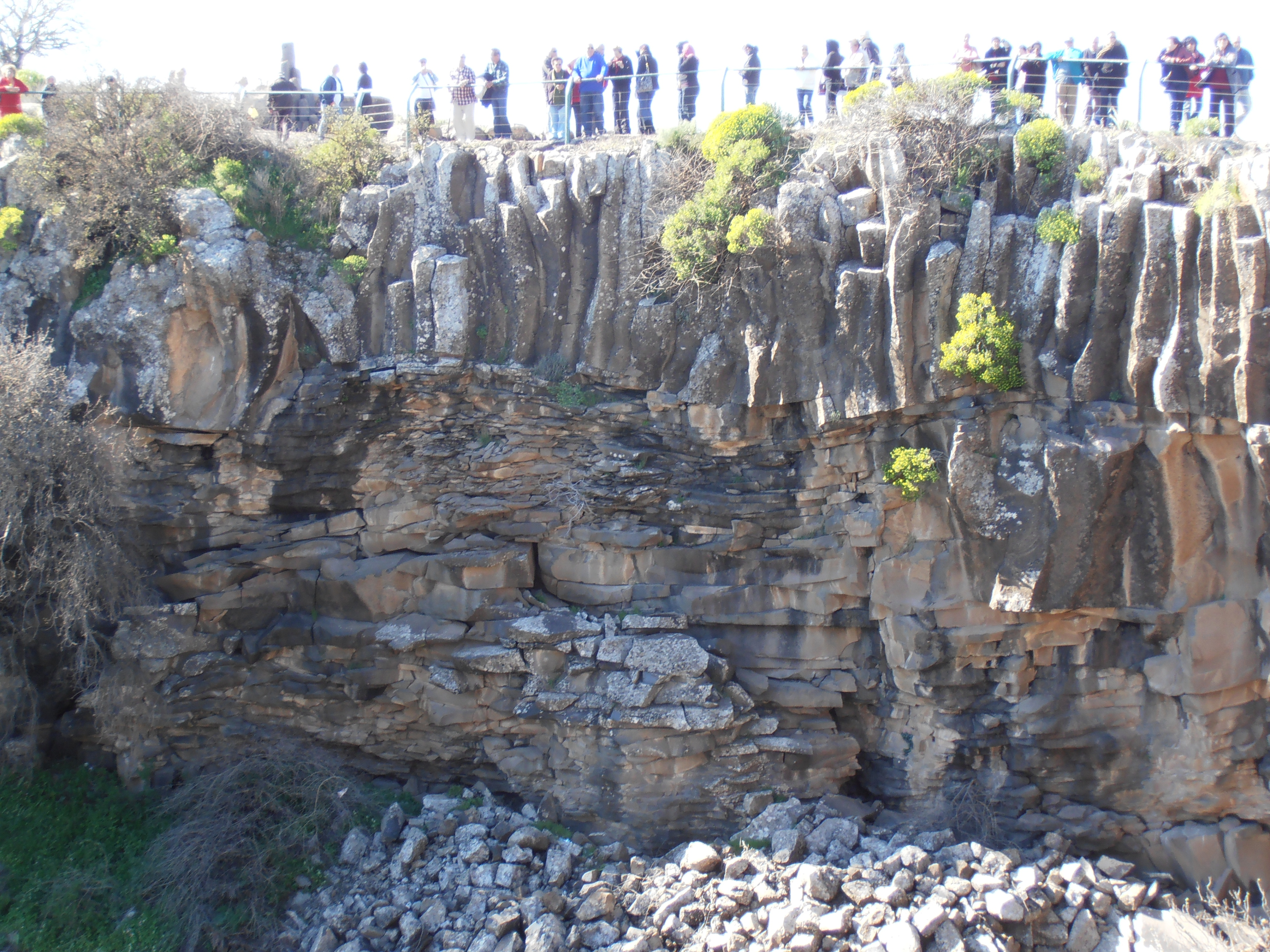
Феномен базальтовых колонн водопада Айт
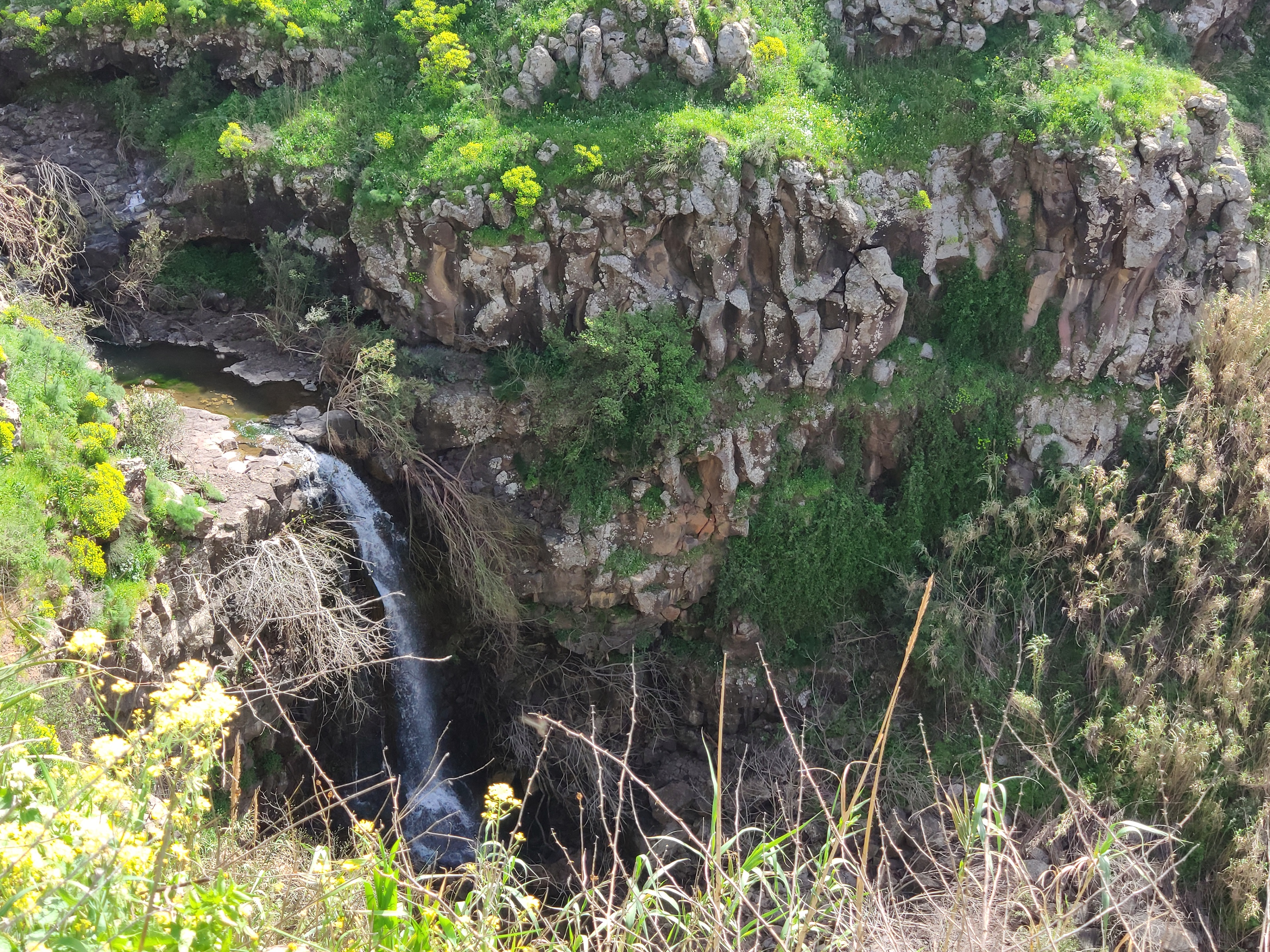
Еще один водопад на реке Айт, примерно в 200 метрах к западу от водопада Айт.